# Max Payne 3
Max Payne 3 – strzelanka trzecioosobowa stworzona i wydana przez studio Rockstar Games w 2012. Kontynuacja gry Max Payne 2: The Fall of Max Payne z 2003 i trzecia część serii gier Max Payne.

## Fabuła
Akcja gry rozgrywa się w São Paulo. Były policjant nowojorskiej policji Max Payne otrzymuje zlecenie ochrony bogatej, brazylijskiej rodziny. Szczególnie ważna jest Fabiana, prowokująca żona szefa. Pewnego razu kobieta zostaje porwana, a jej mąż za wszelką cenę chce ją odnaleźć. Payne rozpoczyna krwawy pościg za gangiem porywaczy w celu odzyskania kobiety.

## Wydanie
Gra pierwotnie miała się ukazać pod koniec 2009, jednak jej premiera była kilkukrotnie przekładana – początkowo miała odbyć się w czerwcu 2010, a następnie w 2011 i w marcu 2012. Ostatecznie została wydana na rynku amerykańskim 15 maja 2012 w wersji na konsole Xbox 360 i PlayStation 3, a trzy dni później w Europie, z kolei wersja na Microsoft Windows ukazała się 1 czerwca 2012.